# Perthes-Test
Mit dem Perthes-Test wird die Durchgängigkeit der tiefen Beinvenen und deren Kollateralen bzw. die Funktionsfähigkeit der Venenklappen geprüft (also im Rahmen der Diagnostik der Veneninsuffizienz). Er ist nach Georg Clemens Perthes (1869–1927) benannt, der auch den Morbus Perthes als erster beschrieb.
Dazu wird am Oberschenkel unterhalb der Mündungsstelle der Vena saphena magna in die Vena femoralis und oberhalb der vorhandenen oberflächlichen Krampfadern (Varizen) eine Staubinde angelegt, womit sich die Krampfadern zunächst prall füllen. Durch Betätigen der Muskelpumpe, zum Beispiel, indem der Patient auf den Zehen wippt, sollten sich die Krampfadern bei offenen und klappensuffizienten Verbindungsvenen (Perforansvenen) entleeren und sich damit das Perthes-Zeichen negativ zeigen. Allerdings müssen hier auch die tiefen Beinvenen durchgängig sein. Werden die Venen praller, so ist das Perthes-Zeichen positiv, es liegt somit ein Hinweis auf die Insuffizienz der tiefen Beinvenen und Umgehungsvenen vor.